# Lamine Ouattara
Lamine Ouattara est un footballeur international burkinabé, né le 14 juin 1998, à Lopou, en Côte d'Ivoire. Il évolue au poste d'avant-centre à l'AS Vita Club.

## Carrière

### En clubs

#### Passage à la JS Kabylie
Après trois saisons et demi passées, au Burkina Faso, avec le club de l'AS Sonabel, en février 2022, Ouattara tente une première expérience à l’étranger, où il signe un contrat de 30 mois (deux ans et demi), sur un transfert payant, en faveur du club kabyle de la JS Kabylie. 
Il se met en évidence, pour la première fois avec son nouveau club, le 2 mars 2022, en inscrivant un but, sur le terrain de l'ES Sétif. 
Il termine avec la JSK la saison 2021-2022, en étant Vice-champion d'Algérie, avec quatre buts à son compteur, sur 15 matchs joués.
En juin 2023, il résilie son contrat, à l'amiable, avec la JS Kabylie.

### En sélection
Il joue son premier match en équipe du Burkina Faso le 16 janvier 2021, contre le Mali, lors du championnat d'Afrique des nations organisé au Cameroun (défaite 1-0). Il joue trois matchs lors de cette compétition.

## Palmarès

### En club
AS Sonabel
| - Championnat du Burkina Faso (1) : - Champion : 2020-21. - Coupe du Burkina Faso : - Finaliste : 2019. |  | - Supercoupe du Burkina Faso (2) : - Vainqueur : 2019 et 2021. |